# Háry Gyula
Zalakoppányi Háry Gyula (Zalaegerszeg, 1864. szeptember 20. – Budapest, 1946. január 3.) magyar festőművész.

## Életrajz
A zala vármegyei nemesi származású zalakoppányi Háry család sarja. Apja zalakoppányi Háry József (1816–1904), ügyvéd, Zala vármegye főügyésze, törvényszéki bíró, anyja sziklóssi Szabó Eleonóra (1819–1882). Az apai nagyszülei zalakoppányi Háry Farkas (1765–1851), Zala vármegye levéltárnoka 1837. és 1848. között és Horváth Erzsébet voltak. Az anyai nagyszülei sziklóssi Szabó Pál, téti közbirtokos, esküdt és nemes Moró Erzsébet voltak. Nagybátyja zalakoppányi Háry Pál (1821–1858), zalaegerszegi hivatalnok, 1848-as honvéd hadnagy.
Tanulmányait Mintarajziskolában Greguss János növendékeként, később Lotz Károly Mesteriskolájában végezte. Olaszországban és Hollandiában is járt tanulmányúton. Illusztrációval az 1880-as években szerzett hírnevet, művei három évtizedre keresett illusztrátorrá tették. Számos pályázaton nyert díjakat iparművészeti terveivel. Az 1890-es évektől a Műcsarnok tárlatain olaj- és akvarell-tájképeit állították ki. Régi budai házakról, terekről, stb. készített utcaképeket, melyeket finom aprólékossággal dolgozott ki. 1911-ben elnyerte a Nemzeti Szalon tájrajzra kitűzött díját, 1922-ben az állami rajzdíjat, majd 1923-ban pedig az Erzsébetvárosi Kaszinó díját is. 1900 és 1920 között a rajztanszék adjunktusa és az alakrajz előadója volt a Műegyetemen. Munkáit a Magyar Nemzeti Galéria és a Történeti Múzeum őrzi. 1902-ben vették fel az Erzsébet szabadkőműves páholyba. Halálát húgyvérűség okozta. 1891. június 16-án a pesti terézvárosi plébánián feleségül vette Ferenczfy Mária kisasszonyt, akinek a szülei dr. Ferenczffy Antal (1824–1905), pesti ügyvéd, és Bauer Katalin (1825–1914) voltak.